# Tmarus eques
Tmarus eques är en spindelart som beskrevs av Tord Tamerlan Teodor Thorell 1890. Tmarus eques ingår i släktet Tmarus och familjen krabbspindlar. Inga underarter finns listade i Catalogue of Life.